# Bernardo Provenzano
Bernardo Provenzano (Corleone, 31 de janeiro de 1933 — Milão, 13 de julho de 2016), conhecido como Binnu u tratturi (Bino, o trator), foi o capo di tutti i capi ("chefe de todos os chefes") da máfia siciliana, a Cosa nostra.
Procurado desde 1963, foi preso pela polícia italiana em 11 de abril de 2006, perto de sua cidade natal, Corleone, após ser fugitivo por mais de quarenta anos. 
Morreu em um hospital na prisão em Milão, em 13 de julho de 2016, aos 83 anos, devido a complicações decorrentes de um câncer de bexiga. 